# Mieczysław Górecki
Mieczysław Czesław Górecki (ur. 20 lipca 1864 w Sułaszewie, zm. 28 lipca 1938 w Krakowie) – pułkownik cesarskiej i królewskiej armii, tytularny generał brygady Wojska Polskiego.

## Życiorys
Mieczysław Czesław Górecki urodził się 20 lipca 1864 roku w Sułaszewie, w rodzinie Waleriana i Anastazji z Lipińskich. Ukończył gimnazjum realne w Krakowie i Szkołę Kadetów Piechoty w Łobzowie. Następnie edukację kontynuował w korpuśnej szkole oficerskiej w Przemyślu. W armii austriackiej od 18 sierpnia 1884 roku. Piastował m.in. stanowisko kierownika biura meldunkowego Twierdzy Kraków, nadzorował też krakowską stację zborną Polskiego Korpusu Posiłkowego. W armii Austro-Węgier służył do 31 października 1918 roku.
W WP od 1 listopada 1918 roku. Początkowo na stanowisku szefa Oddziału V Dowództwa Okręgu Generalnego Kraków. Jednocześnie był tam referentem spraw honorowych i dyscypliny. 1 czerwca 1921 roku przeniesiony do sztabu 20 pułku piechoty Ziemi Krakowskiej. 1 czerwca 1922 roku przeniesiony w stan spoczynku z jednoczesnym powołaniem do służby czynnej na okres roku.
26 października 1923 roku Prezydent RP Stanisław Wojciechowski zatwierdził go w stopniu tytularnego generała brygady.
W 1924 roku został przeniesiony w stan spoczynku. Osiedlił się w Krakowie, gdzie zmarł w roku 1938. Pochowany w rodzinnym grobowcu na cmentarzu Rakowickim.

## Awanse
- chorąży – 1885
- podporucznik – 1888
- porucznik – 1891
- kapitan – 1899
- major – 1911
- podpułkownik – 1914
- pułkownik – 1917
- tytularny generał brygady – 1923